# S/2006 S 3
S/2006 S 3 est un satellite naturel de Saturne découvert par David Jewitt, Scott S. Sheppard et Jan Kleyna et Brian G. Marsden grâce à des observations faites avec le télescope Subaru entre le 5 janvier 2006 et le 30 avril 2006. La découverte de l'objet est annoncée le 26 juin 2006 dans la Minor Planet Electronic Circular 2006-M45. L'objet ayant été retrouvé sur des observations allant de 2004 à 2007, son existence est confirmée le 8 octobre 2019 dans la Minor Planet Electronic Circular 2019-T164.